# 环卫官
环卫官，宋代所置武散官。环卫即禁卫之意。
唐朝十六卫上将军、大将军、将军即环卫之官。北宋承唐制，置左右金吾卫、左右卫、左右骁卫、左右武卫、左右屯卫、左右领军卫、左右监门卫、左右千牛卫共十六卫上将军、大将军、将军等官，称环卫官。各官名为禁卫，实无职掌、无定员，皆以宗室充任，亦为武臣赠典，大将军以下亦为武臣责降散官。
南宋初停。至宋孝宗隆兴中复置十六卫上将军、大将军、将军等官，增置中郎將和郎將，共分上將軍、大將軍、將軍、中郎將、郎將五等，号环卫官。据《宋史·职官六》：环卫官“皆空官无实，措置闲散武臣，……嘉定二年，复因臣僚言，专以曾为兵将有功绩及名将子孙之有才略者充。通前后观之，可以见环卫储才之意。”